# KQRS-FM
Pour les articles homonymes, voir KQRS.
KQRS-FM, également connue sous le nom 92 KQRS, est une station de radio musicale américaine officiellement basée à Golden Valley, dans le Minnesota, et diffusant ses programmes sur la zone métropolitaine Minneapolis–Saint Paul sur la fréquence 92,5 MHz en modulation de fréquence.
KQRS a notamment détrôné WCCO de son statut de radio la plus écoutée de la zone métropolitaine Minneapolis–Saint Paul à la fin des années 1980, et reste l'une des stations les plus écoutées de cette agglomération.